# Estació central d'Umeå
L'Estació central d'Umeå (Umeå centralstation o Umeå C en suec) és una estació de ferrocarril d'Umeå (Suècia).
L'estació va ser dissenyada per l'arquitecte Folke Zettervall i construïda entre 1895 i 1896. En 2001 va ser declarada byggnadsminne, o monument del patrimoni nacional suec. L'àrea en la qual es troba l'estació es va començar a remodelar en juliol de 2010. L'estació va estar tancada des del 7 d'agost de 2010 fins a l'1 de juny de 2011, i mentrestant, els serveis ferroviaris van passar a la nova Estació d'Umeå Est.